# Malé Leváre
Malé Leváre (Hongaars:Kislévárd) is een Slowaakse gemeente in de regio Bratislava, en maakt deel uit van het district Malacky.
Malé Leváre telt 1097 inwoners.